# オルガ・ジトワ
- オーリガ・ジートワ

オルガ・ジトワ（ロシア語: Ольга Игоревна Житова, 女性、1983年7月25日 - )は、ロシアのバレーボール選手。ポジションはミドルブロッカー。元ロシア代表。

## 来歴
2001年、Loko-Angaraに入団し、プロとしてのキャリアをスタートさせる。4シーズン活躍した後、2005年からDynamo-Yantarでプレーした。2006年にはロシア代表に初選出される。同年のワールドグランプリで銀メダル、日本で開催された世界選手権では金メダルを獲得した。
2013-14シーズンから名門ディナモ・モスクワに移籍し、ロシアカップで優勝を果たした。

## 球歴
- 世界選手権 - 2006年
- ワールドグランプリ - 2006年

## 所属クラブ
- Loko-Angara（2001-2005年）
- Dynamo-Yantar（2005-2010年）
- Omitchka Omsk（2010-2012年）
- VK Tioumen（2012-2013年）
- ディナモ・モスクワ（2013-）